# Кочет, Иван Данилович
Кочет (Кочетов) Иван Данилович (ок. 1672— после 1733) — волонтёр первого десятка Великого посольства, судостроитель, парусный мастер (зейль-макер), по его чертежам шились паруса для первых кораблей Российского флота; сподвижник российского императора Петра I, шафер на его бракосочетании; участник Персидского похода, капитан-лейтенант от гвардии Преображенского полка.

## Биография
Иван Кочет начал службу в потешных войсках Петра Алексеевича и затем стал бомбардиром Преображенского полка.
В 1697 году в числе волонтёров первого десятка Великого посольства был отправлен в Голландию. В Амстердаме определён к изучению науки кораблестроения. Иван Кочет вместе с волонтёрами Гаврилой и Александром Меншиковыми, Гаврилой Кобылиным, Лукьяном Верещагиным и Федосеем Скляевым работал корабельным плотником на верфи Ост-Индской компании, строил под руководством голландских мастеров корабль «Пётр и Павел». Затем, вместе Фаддеем Поповым, был направлен в Венецию для изучения парусного дела, теории и практики изготовления парусов. В 1698 году, возвратившись в Россию, поступил в Воронежское адмиралтейство. Работал подмастерьем при голландских и венецианских парусных мастерах (зейль-макерах).
В 1703 году был переведён на Ладожское озеро. На Сясьской и Олонецкой верфях работал в звании парусного мастера. Вёл один из ранних журналов «Юрнал». Участвовал в проектировании различных типов «новоманерных русских бригантин», получивших широкую известность, как скампавеи или полугалеры. По его идее в русском галерном флоте, наряду с прямым и косым парусным вооружением, стали применять комбинации из тех и других парусов, которые оказались особенно эффективными в условиях шхер Финского залива. Парусная мастерская, которой заведовал Иван Кочет находилась на Сясьской верфи, там шили паруса для всех первых кораблей зарождавшегося Балтийского флота. Все прямые паруса были сшиты из голландского канифасу. Косое парусное вооружение шилось из любского полотна, а самые верхние брамсели — из тонкого олонецкого. Кроме парусов мастерская Кочета шила морские флаги и гюйсы. Кочет, будучи приближённым к Петру, по указу А. Д. Меньшикова, выполнял особые поручения — «готовил светлицу и кровать изрядно прибирал» к посещению Олонецкой верфи Государем.

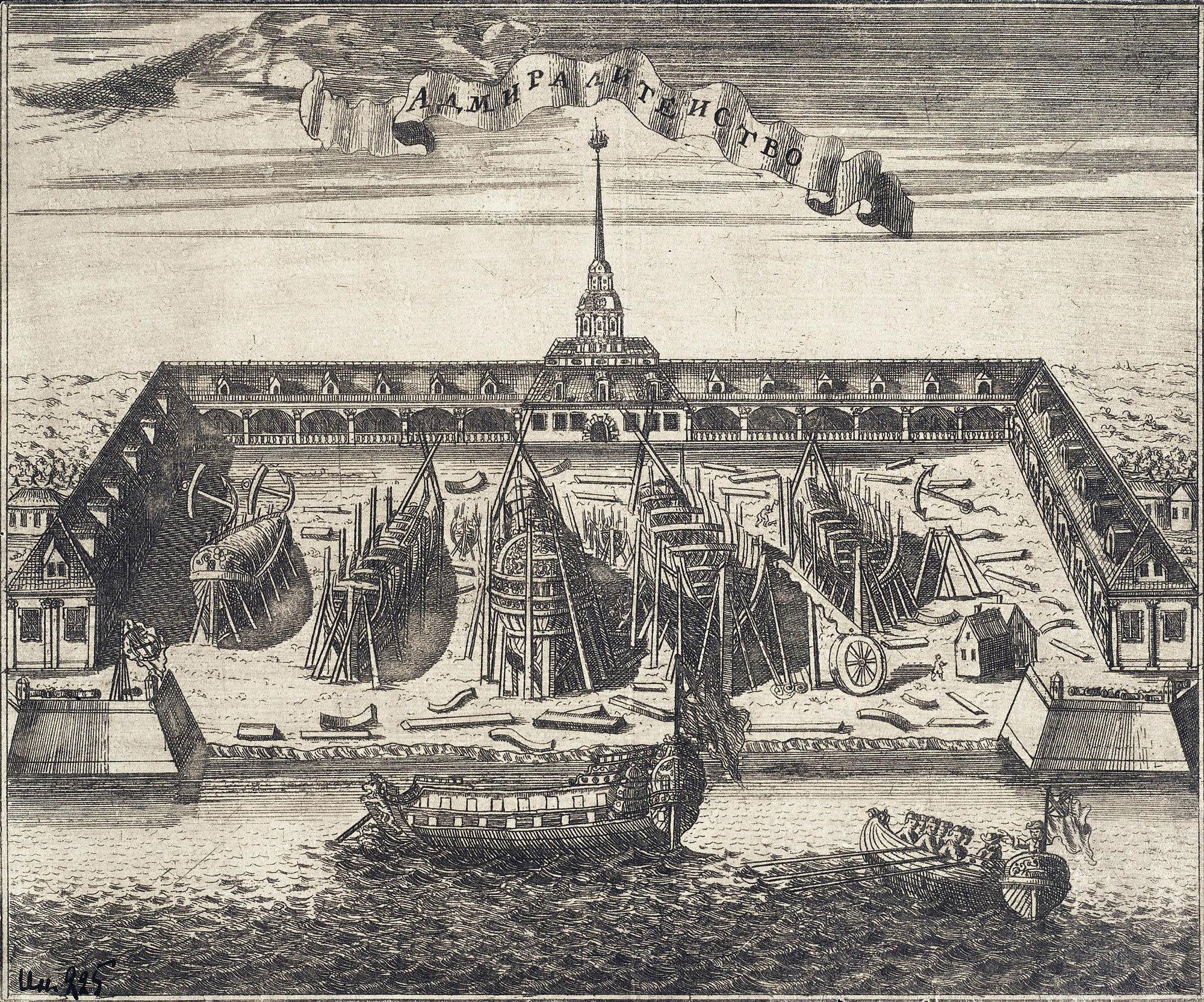
Адмиралтейство на гравюре 1716 года

С 1710 года Кочет находился при Санкт-Петербургском Адмиралтействе в том же звании зейль-макера с жалованием по 180 рублей в год. Руководил парусным делом всех верфей Санкт-Петербурга. Обучал корабельных учеников и подмастерьев своему искусству согласно «Регламенту о управлении Адмиралтейства и верфи». 19 февраля 1712 года был шафером при бракосочетании Его Царского Величества.
В 1722 году был вместе с Петром I в Воронеже, затем участвовал в Персидском походе. В 1723 году находился в Нижнем Новгороде у строения судов. Затем вернулся в Главное Адмиралтейство, заведовал всем парусным делом Российского флота В январе 1726 года был произведён в лейтенанты Преображенского полка.
9 декабря 1729 года именным указом императора Петра II был произведён из лейтенантов Преображенского полка в капитан-лейтенанты от гвардии, с оставлением в звании зейль-макера.
В декабре 1732 года подал прошение об отставке. 13 февраля 1733 года за старостью уволен от службы с награждением рангом подполковника и с годовым окладом жалования 300 рублей.
Дальнейшая судьба неизвестна.

## Семья и домовладения
В 1706 году Иван Кочет, в Санкт-Петербурге, на выделенном ему месте (ныне Английская набережная, дом 16) на берегу Невы, построил деревянную избу, в 1729 году заменил её мазанковым домом, которым после смерти мастера владел его сын Макар.